# スコット・マーフィー
スコット・マーフィー（Scott Murphy、1979年2月11日 - ）は、アメリカ合衆国・シカゴ出身のミュージシャン・シンガーソングライター。ロックバンド、アリスターではボーカル・ベースを務める。2008年にはユニバーサル・ミュージック・ジャパンより、日本ソロデビュー。更にWEEZERのボーカルリヴァース・クオモとのユニット、スコット&リバースとしても活動中。2015年5月から、細美武士（the HIATUS/ELLEGARDEN）と共に新バンドMONOEYESを結成。

## 来歴

### アリスター
1995年、メロディックパンクバンド「アリスター」を結成、ボーカルとベースを担当した。
1998年、カリフォルニアに拠点を置くレーベル、ドライヴスルー・レコーズと契約して全米デビューを果たす。その後、MCAレコードよりメジャー・リリース。
2001年、初来日。日本全国6都市を回るツアーを敢行し、6都市すべてソールドアウト。この時に日本の文化と言語に興味を抱き、独学で日本語を勉強するようになった。
2003年、初のヨーロッパツアー（約2ヶ月）が遂行される。更に、ハリウッド映画『Sleepover』に出演し、サウンドトラックとしても起用される。
2006年、その後のJ-POPカバー・アルバムの前身である『Guilty Pleasures』をアリスター名義でリリース。じわじわとロングセールスを続け、20万枚を超えるヒットとなった。
2007年、ELLEGARDENと共に、全国33カ所を回るジャパン・ツアーを遂行。ツアー直後にバンドを活動休止させる。

### ソロ・デビュー
2008年、ソロ・アーティストとしてユニバーサル・ミュージック・ジャパンと契約。7月にソロ名義で「Guilty Pleasures II」をリリース。NTV『スッキリ！』にてリリースまでの間を密着特集。発売日には生で演奏出演。『HEY!HEY!HEY!』にも出演し、再度COVER CHAMP（槇原敬之の回）にも出演して優勝。「Guilty Pleasures 2」「Guilty Pleasures 3」、それぞれ15万枚を超える大ヒット。 そして様々な有名バンドのメンバーから成るバックバンドとともにジャパン・ツアーを行う。8月、「SUMMER SONIC 08」にBEACH STAGEのヘッドライナーとして東京と大阪の両会場に出演。12月、「Guilty Pleasures 3」をリリース。
2009年、オレスカバンドをバックバンドに従えて、東・名・阪を回るジャパン・ツアーを行う。6月、ソロ初となるシングル「BattleGround〜スコット・マーフィー vs Scott Murphy〜」をリリース。シングルでは尾崎豊の「15の夜」をカヴァーし、レコーディングメンバーとして実際に尾崎豊のライブバックバンドを務めたメンバーが参加し話題となる。続いて8月、ソロとしては最初のオリジナル・アルバム「Balance」をリリース。また、2年連続でヘッドライナーとしてSUMMER SONIC '09に出演を果たす。9月、B-DASHとジャパン・ツアーを行う。10月28日、J-POPのラブソングを集めた「Guilty Pleasures LOVE」をリリース。 「Music On! TV」「スッキリ」「めざましテレビ」「はなまるマーケット」などの番組にも登場。NHKの「J-Melo」ではMay J.と一緒にレギュラーを務める。
2010年、活動休止していたアリスターが再始動。6月16日に新作アルバム「Countdown to Nowhere」をリリースし、GOOD 4 NOTHINGとの東・名・阪のJAPAN TOURを敢行。8月25日、「Guilty Pleasures 4」をリリース。4枚の日本語カバー・アルバムはトータル50万枚を突破するセールスを記録した。12月、マイケル・ジャクソンの『スリラー』を全曲カバーした「GUILTY PLEASURES THRILLER」をリリース。
2011年、アニメソングのカバー・アルバム「GUILTY　PLEASURES ANIMATION」とベスト・アルバムをリリース。ルタオのチーズケーキのコマーシャルにも出演。

### スコット&リバース
2012年、ウィーザーのフロントマン、リヴァース・クオモと新ユニット“スコット&リバース”を結成。12月29日にFM802主催の屋内型ロック・フェスティバル「Radio Crazy」、12月31日に「COUNTDOWN JAPAN 12/13」に出演。2013年3月20日、構想に5年を費やした全曲日本語のオリジナル・アルバム『スコットとリバース』を発売。

### MONOEYES
2015年5月、細美武士、一瀬正和、戸高賢史とMONOEYESを結成、ベースとコーラスを担当する。

## 邦楽・J-POPとの関係
初めて来日した時、たまたま入った沖縄料理の屋台で流れていた沖縄音楽の中の1曲がTHE BOOMの「島唄」で、三線の音色を初めて聴いて、アメリカにはないその独特のメロディーをすごく新鮮に感じ、屋台のマスターからCDを貸してもらったのが日本の音楽を好きになったきっかけだった。
それから邦楽に興味を持ち、椎名林檎やCHARA、スピッツといった日本のミュージシャンやロックバンドの歌をよく聴くようになった。
初めて見た日本のロックバンドは、アリスター時代に日本に招いたNICOTINE。NICOTINEは普段はあまり英語が得意ではないのにもかかわらず、歌詞が英語であるということを不思議に感じたという。2組目は「SXSW（SOUTH BY SOUTHWEST）」に出演した際に親交を深めたELLEGARDENだった。ELLEGARDENの「Space Sonic」を聴き、英語で歌い、サウンドも米英の音楽をミックスしたものに日本のテイストを加えており、感銘を受けたという。

## ディスコグラフィー

### アルバム
|      | 発売日         | タイトル                                                   | 規格    | 規格品番  |
| ---- | -------------- | ---------------------------------------------------------- | ------- | --------- |
| 1st  | 2008年7月9日   | Guilty Pleasures II 〜スコット・マーフィーの密かな愉しみ〜 | CD      | UPCH-1612 |
| 2nd  | 2008年12月3日  | Guilty Pleasures 3                                         | CD      | UPCH-1634 |
| 3rd  | 2009年6月24日  | BattleGround 〜スコット・マーフィー vs Scott Murphy〜      | CD MAXI | UPCH-5597 |
| 4th  | 2009年8月5日   | Balance                                                    | CD      | UPCH-1736 |
| 5th  | 2009年10月28日 | Guilty Pleasures LOVE                                      | CD      | UPCH-1754 |
| 6th  | 2010年08月25日 | Guilty Pleasures 4                                         | CD      | UPCH-1789 |
| 7th  | 2010年12月08日 | Guilty Pleasures THRILLER                                  | CD      | UPCH-1808 |
| 9th  | 2011年06月29日 | Guilty Pleasures ANIMATION                                 | CD      | UPCH-1838 |
| 10th | 2011年11月16日 | Guilty Pleasures BEST                                      | CD      | UPCH-1853 |
| 11th | 2012年10月24日 | Guilty Pleasures CHRISTMAS                                 | CD      | UPCH-1893 |

### 映像作品
|     | 発売日         | タイトル                                                                       | 規格 | 規格品番  |
| --- | -------------- | ------------------------------------------------------------------------------ | ---- | --------- |
| 1st | 2009年06月24日 | SCOTT MURPHY JAPAN TOUR 2009 “Guilty Pleasures 3                               | DVD  | UPBH-1237 |
| 2nd | 2011年06月29日 | GUILTY PLEASURES DVD 2 “SCOTT MURPHY JAPAN TOUR ‐GOOD BYE 2010 SPECIAL NIGHT‐” | DVD  | UPBH-1283 |

### 参加作品
| 発売日         | 収録先                                                                                   | 収録曲         | 補足             |
| -------------- | ---------------------------------------------------------------------------------------- | -------------- | ---------------- |
| 2015年12月23日 | スピッツトリビュートアルバム「JUST LIKE HONEY 〜『ハチミツ』20th Anniversary Tribute〜」 | 12. 俺のすべて | ボーナストラック |

## 出演
- おはスタ（テレビ東京） - 2014年2月10日より不定期に『EコラRock!!』のコーナーでVTR出演。同年2月4日に『ベストヒットOHA』で先行登場した。